# 第三帝国の興亡
『第三帝国の興亡』（だいさんていこくのこうぼう、原題：The Rise and Fall of the Third Reich）は、アメリカ合衆国出身のジャーナリストで現代史家であるウィリアム・L・シャイラーが1960年に発表した、ドイツ第三帝国（ナチス・ドイツ）の誕生から滅亡までを綴った歴史書である。第12回全米図書賞を受賞した。国家社会主義ドイツ労働者党（ナチス）の党首となったアドルフ・ヒトラーが勢力を拡大していく1920年代に始まり、1933年の政権獲得を経て、1939年の第二次世界大戦開戦、そして1945年のドイツの敗北までを描く。

## 日本語訳
- 『第三帝国の興亡〈1〉アドルフ・ヒトラーの台頭』 各・松浦伶訳（新訳[1]版）、東京創元社、2008年、ISBN 978-4-488-00376-0
- 『第三帝国の興亡〈2〉戦争への道』 同上、2008年、ISBN 978-4-488-00377-7
- 『第三帝国の興亡〈3〉第二次世界大戦』 同上、2008年、ISBN 978-4-488-00378-4
- 『第三帝国の興亡〈4〉ヨーロッパ征服』 同上、2008年、ISBN 978-4-488-00379-1
- 『第三帝国の興亡〈5〉ナチス・ドイツの滅亡』 同上、2009年、ISBN 978-4-488-00380-7。総索引・解説